# Пяжозеро
Пя́жозеро — озеро в Бабаевском районе Вологодской области. Расположено на территории Пяжозерского сельского поселения. Принадлежит группе озёр Верхне-Судского ландшафта. Площадь поверхности — 13 км². Площадь водосборного бассейна — 113 км². Высота над уровнем моря — 223,4 м.
Озеро окружено болотами и имеет слабый водообмен. Вода озера слабо минерализована и очень мягкая. Слабо гумифицирована.
Гидрохимические показатели воды озера (согласно данным исследований лета 1971 года):
| Показатель           | Значение      |
| -------------------- | ------------- |
| Показатель PH        | 6.0           |
| Общая жесткость      | 0.17 мк-экв/л |
| Сумма основных ионов | 11 мг/л       |